# دائرة وادي ارهيو
دائرة وادي ارهيو إحدى دوائر ولاية غليزان الجزائرية . عاصمتها هي وادي ارهيو وتضم بلديات : 
- وادي ارهيو
- المرجة
- واريزان
- لحلاف